# Evangelický kostel (Necpaly)
Evangelický kostel v obci Necpaly je klasicistní kostel z roku 1835, který byl 26. listopadu 1963 prohlášen za národní kulturní památku Slovenska. Je významný svým tzv. turzovským oltářem, jednou z nejvýznamnějších renesančních památek na Slovensku.

## Historie
Reformace má v Necpalech, stejně jako v regionu Turiec obecně, dlouhou a bohatou tradici. První evangelický farář v Necpalech je doložen již v roce 1593. Místní evangelíci využívali starý kostel svatého Ladislava až do roku 1681, kdy se konal Šoproňský sněm. Sněm potvrdil praxi odebírání kostelů evangelíkům, ale povolil stavbu maximálně dvou evangelických kostelů v každé stolici s přísnými omezeními. V Turci to byly Necpaly a Ivančiná. V Necpalech byl tedy postaven dřevěný artikulární kostel, který sloužil evangelíkům v celém Dolním Turci. Místo pro stavbu kostela určil v roce 1689 královský komisař Jozef Erdődy. Když byl v roce 1752 do Necpál přivezen Turzův oltář z Oravského hradu, prošel kostel stavební úpravou a oltář byl slavnostně instalován ve zvětšeném kostele. Tento kostel byl rozebrán v roce 1835, v době, kdy již neplatila omezení šoproňského sněmu a evangelíci si již směli stavět zděné kostely. Novou stavbu provedl stavitel Teofil Kraus. Její dokončení se kvůli tragickému zřícení klenby u oltáře protáhlo až do roku 1843. Věž byla ke kostelu přistavěna v roce 1863 pod vedením Daniela Čatloše z Liptovského Petra. Kostel byl naposledy restaurován v letech 2002-2006.

## Architektura kostela
Evangelický kostel je monumentální stavba, která je dominantou okolní krajiny. Nachází se v izolované poloze na okraji obce, na vyvýšenině, v bývalé zahradě panského domu rodiny Justů. Má neobvyklou orientaci, severozápad - jihovýchod. Byl postaven na místě starého artikulárního kostela v jedné stavební etapě v letech 1835-1843 pod vedením stavitele Teofila Krause. Architektura kostela se vyznačuje stylovou čistotou soudobého klasicismu. Kostel je jednolodní, na obdélníkovém půdorysu. Svatyně je pravoúhle uzavřená. Kostelní věž je zapuštěna do hmoty kostela. Hlavní průčelí kostela je členěno pilastry. Okna jsou zdobena šambránami, zakončenými stlačeným obloukem. Věž je zpevněna pilastry s iónskými hlavicemi. Na místě zvonice je ve věži dvojité okno s okenicí. Přilba je zvonovitá, zakončená lucernou s makovicí a dvojitým křížem.
Uvnitř se nacházejí empory na půdorysu elipsy, takže prostor haly působí jako centrální dispozice, nikoli jako kvádrová stavba viditelná zvenčí. Klenba lodi kostela je dřevěná, žlabovitá, rovněž v eliptickém tvaru. Okna do lodi jsou zakončena stlačeným obloukem, v oltářním prostoru atypická okna ve tvaru ledvinky. Vnitřní prostor je členěn klasicistními pilastry s římsovými hlavicemi, které nesou klenbu. Svatyně je zaklenuta stlačenou valenou klenbou.
Interiéru dominuje oltář Speculum Iustificationis z roku 1611, vyspělé renesanční dílo. Autor je neznámý, malby se obvykle připisují norimberskému malíři Paulu Juvenelovi. Oltář objednal pro kapli Oravského hradu uherský palatin a stoupenec reformace Juraj Turzo. Do Necpál se dostal jako dar Juraje Erdődyho, který kapli barokně upravil, pro rodinu Justů v roce 1752. Oltář je edikulového typu, skládá se z predely, střední části s ústředním obrazem uprostřed dvojice sloupů, a horní části, nástavce v podobě lomeného trojúhelníkového štítu s vloženou deskou s obrazem. Po stranách nástavby jsou umístěny rodové erby Juraje Turzy a jeho manželky Alžběty Coborové. Erby nesou dvě sochy postav ležících na štítě nástavby. Na frontonu je malba Poslední večeře, po stranách osmiúhelníky s malbami many a Mojžíše bijícího holí do skály. Na bočních křídlech jsou malby Jonáše vyvrženého velrybou, Samsona zápasícího se lvem, Vyhnání z ráje a Ukřižování. V nástavbě je obraz Posledního soudu. Ústřední obraz Speculum Iustificationis (Zrcadlo ospravedlnění) představuje Turzovo vyznání víry. Vyjadřuje jednu z tezí Lutherova učení, že hříšný člověk má možnost vírou ospravedlnit své hříchy před Bohem. Vznikl podle grafického návrhu Josta Ammana a Alexandra Maira. Svým obsahem a formou je na Slovensku naprosto ojedinělá. Symetrickou kompozici tvoří hexagram opsaný kruhem. Kruh obklopují postavy Boha Otce, Ježíše a Adama, uprostřed je holubice, Duch svatý. Ve spodní části obrazu je alegorická postava ženy stojící na hadovi, alegorie Lásky. Po stranách jsou ve třech symetrických pásech další náměty: Jan Křtitel, Naděje a Víra, Mojžíš s deskami kánonu, Svědomí a Pokání. V rozích obrazu jsou kruhové medailony: anděl s dítětem v náručí (Boží milosrdenství), anděl s váhami, mečem a lebkou (Spravedlnost), další medailony zobrazují milosrdenství a útěchu v hodině smrti a poslední symboly smrti, hříchu a věčného zatracení. Obraz představuje složitý systém vzájemně propojených symbolů.
Kromě oltáře stojí za pozornost pozdně klasicistní kazatelna s pozdně barokními malbami pocházejícími ze staršího kostela, Kristus, svatý Pavel a evangelisté se svými atributy. Z doby výstavby kostela pochází také křtitelnice. K inventáři kostela patří také obraz namalovaný k 200. výročí augsburského vyznání víry (pravděpodobně z roku 1730) a historizující varhany z přelomu 19. a 20. století.

## Galerie

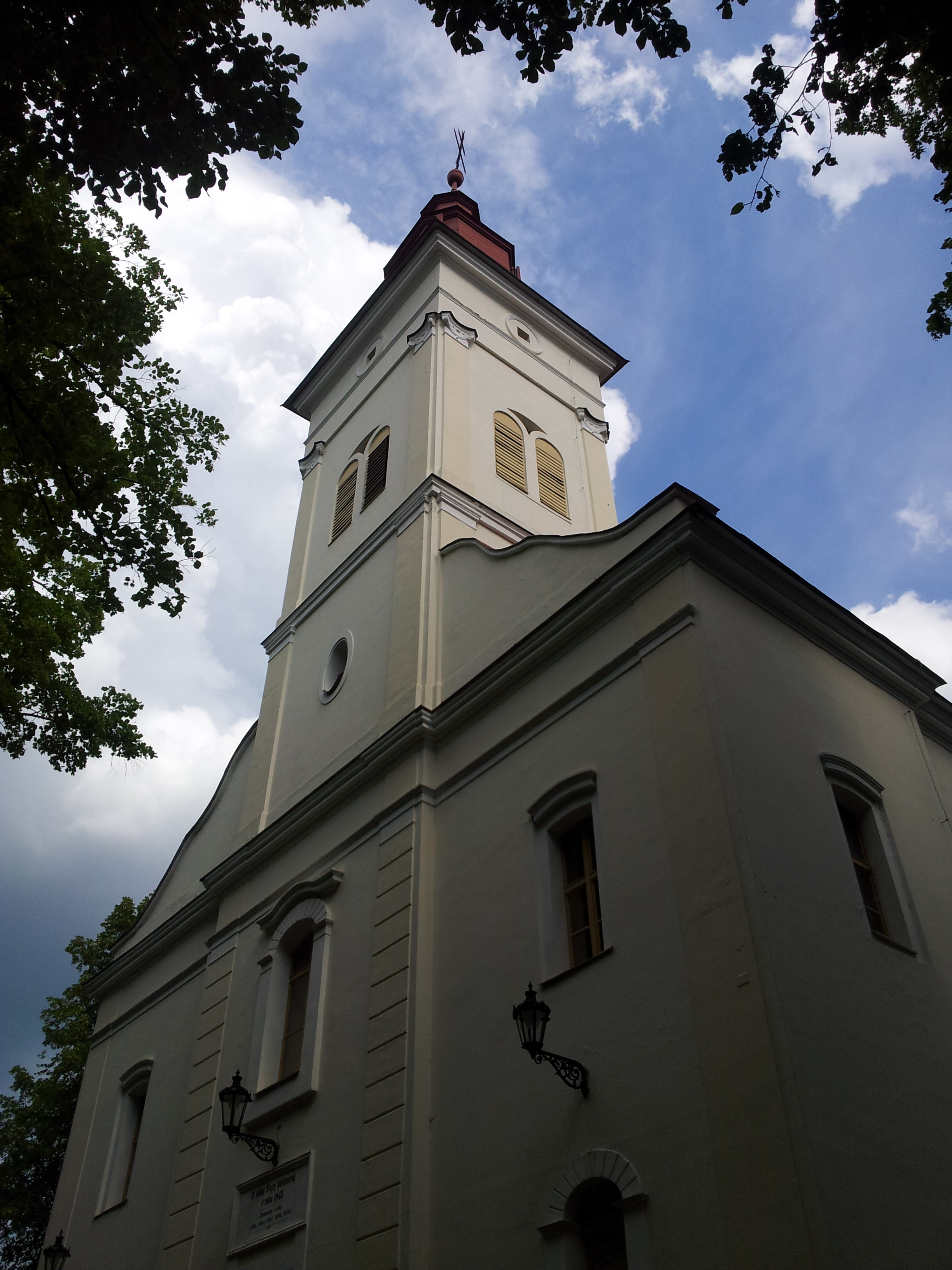
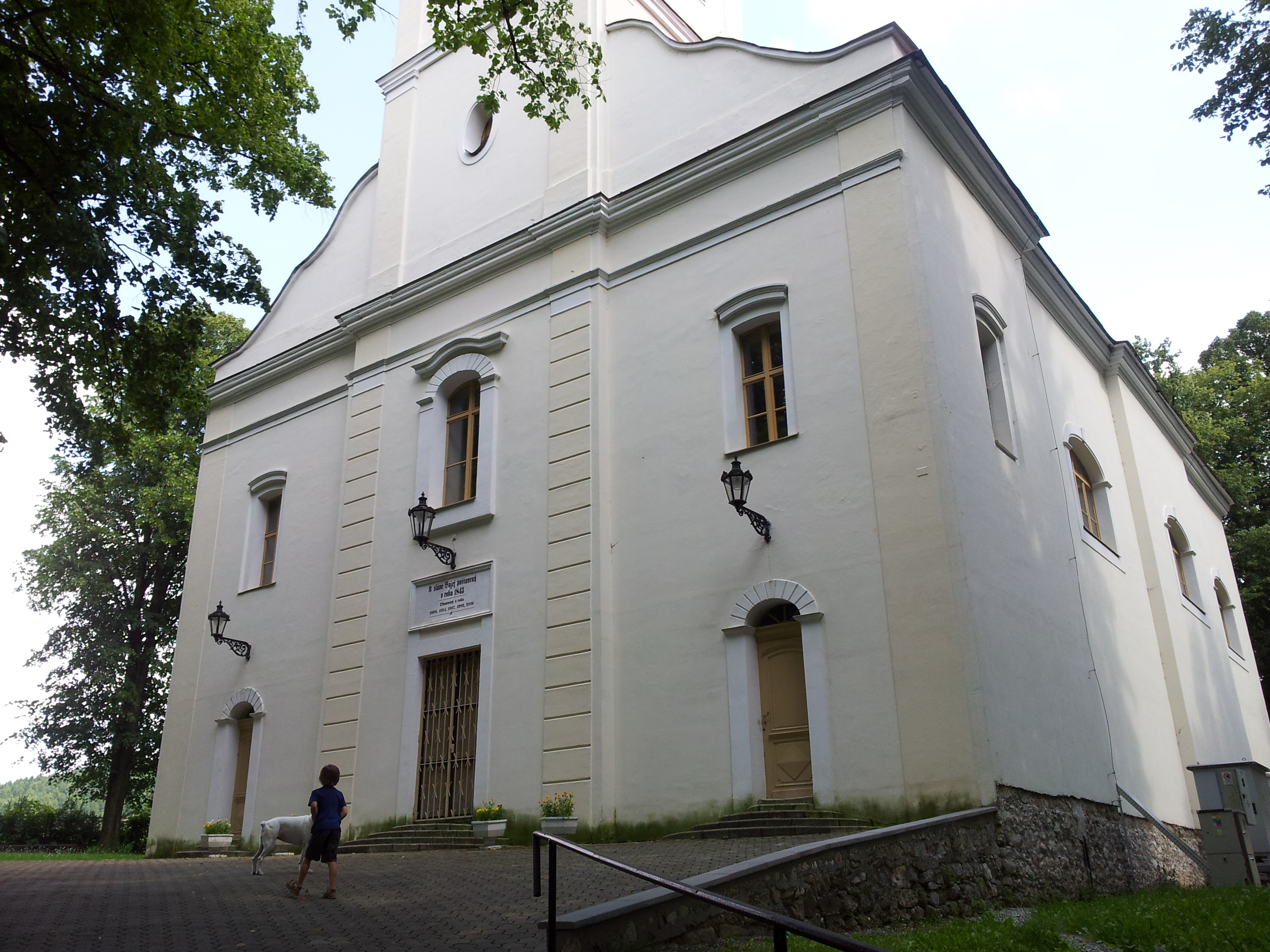
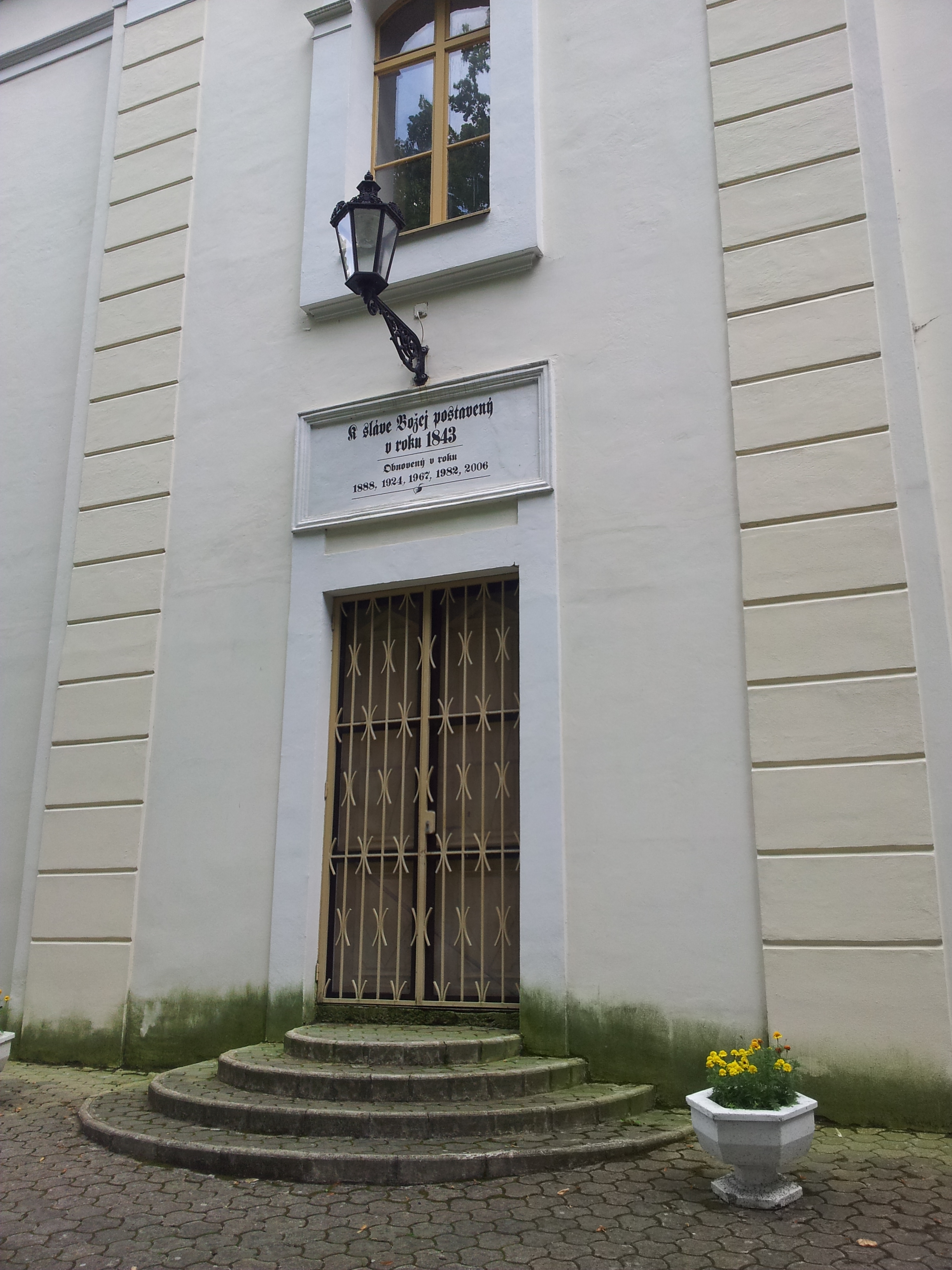
Portál
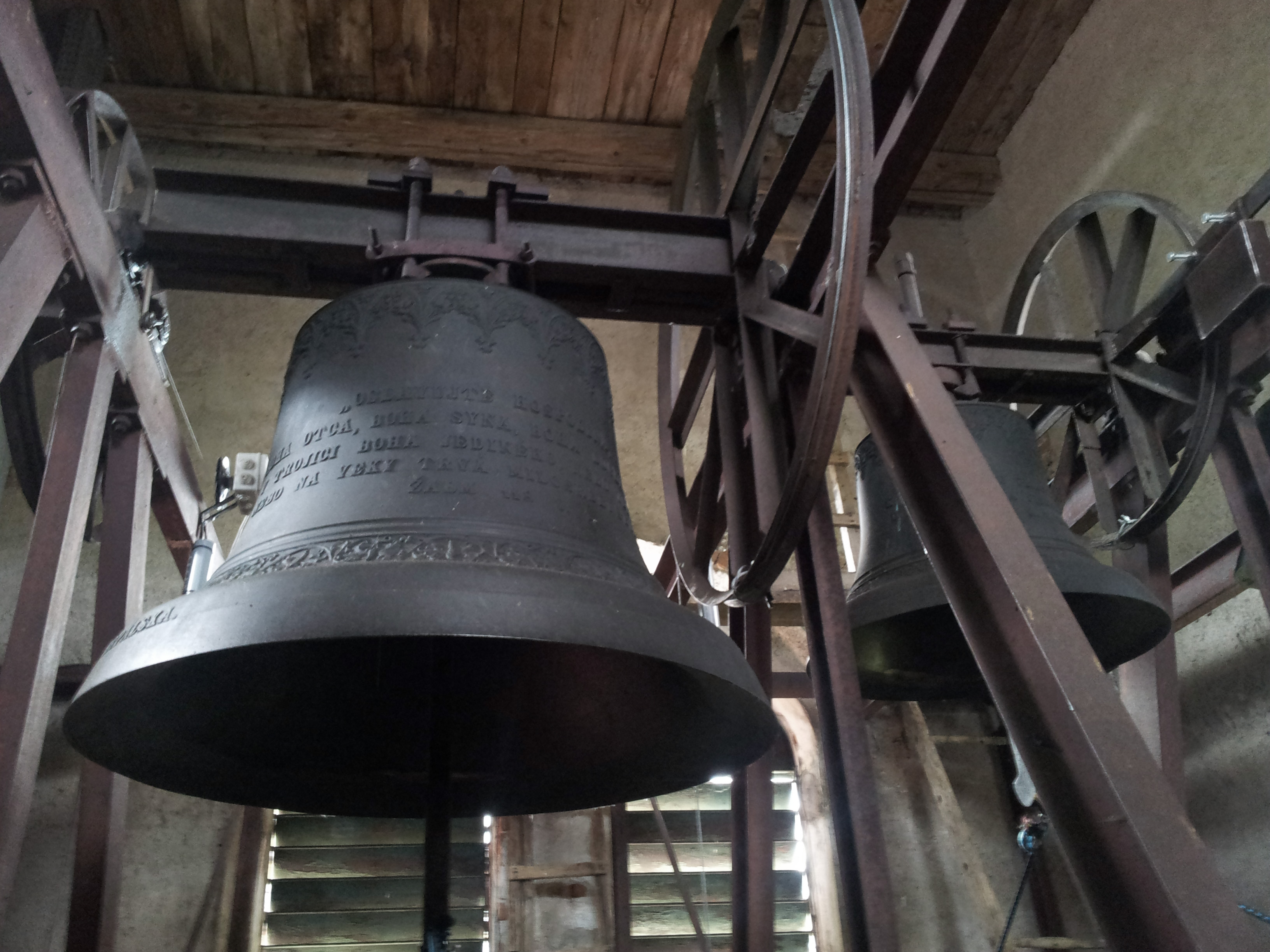
Interiér věže
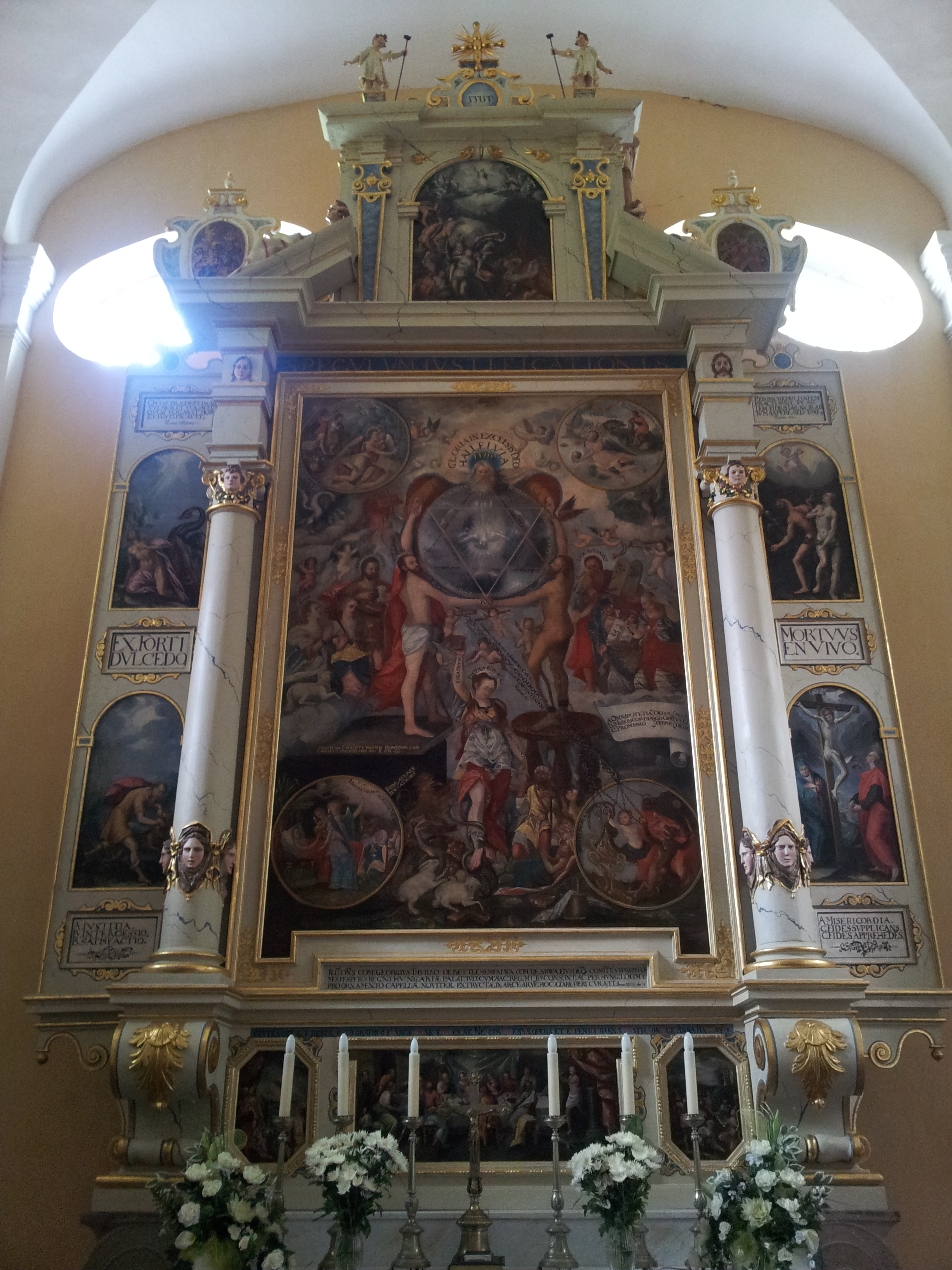
Oltář Speculum Iustificationis
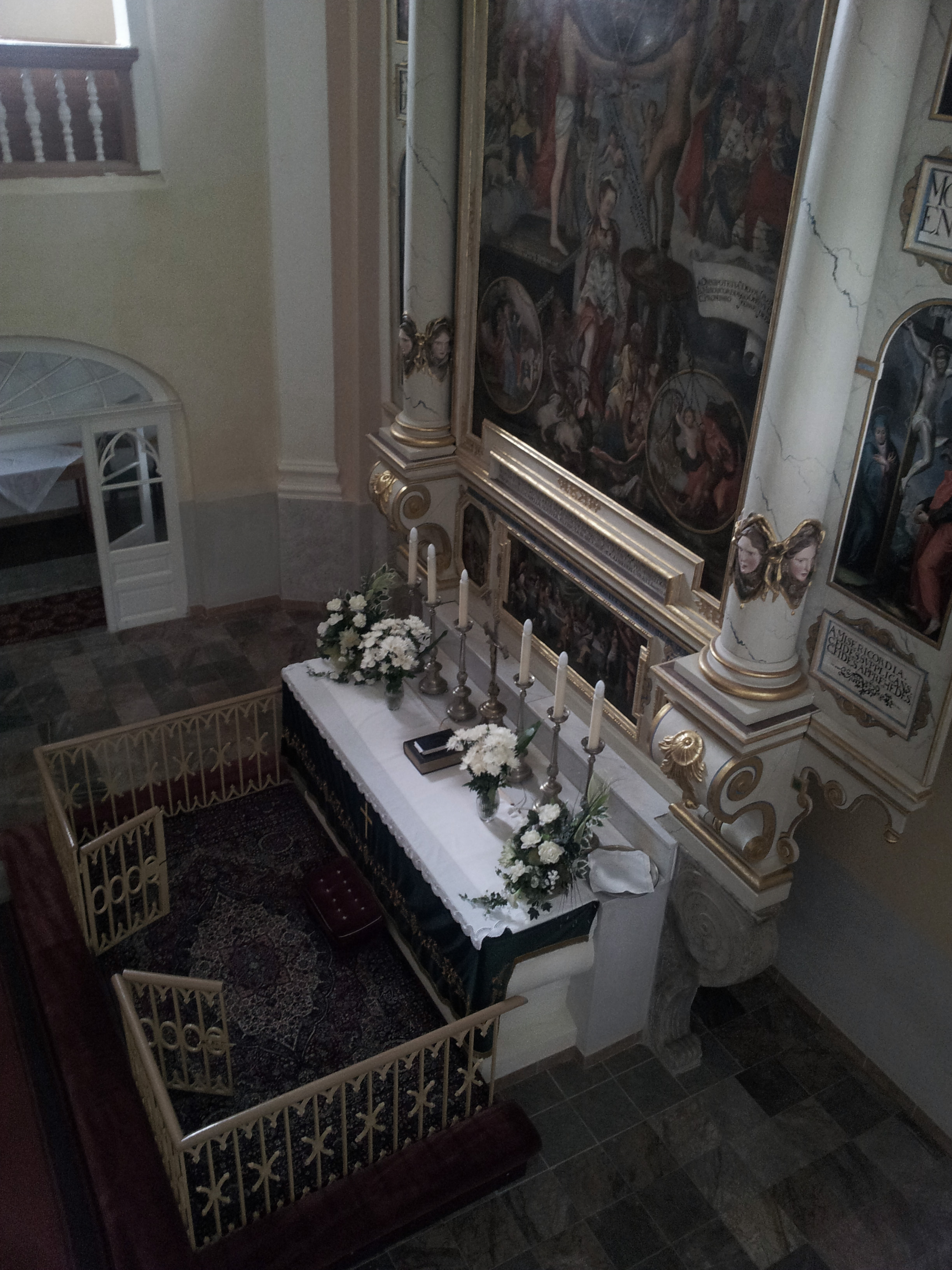
Pohled z empory na oltář